# 武夷山隧道
武夷山隧道位于昌福线西城－建宁县北区间，全长14,659米，于2008年12月10日开工，总造价5.8亿元，2011年5月17日贯通。
武夷山隧道在昌福铁路上的位置请见Template:昌福铁路RDT。